# 徐立期
徐立期（1986年6月21日—），本名徐力琦，臺灣女演員，现為台湾凱渥旗下女艺人。

## 经历
2016年《托比的最後一個早晨》（英語：The End of Toby's Mornings）公視人生劇展，獲得第51屆電視金鐘獎「迷你劇集／電視電影新進演員獎」入圍肯定。

## 影视作品

### 電視電影
- 2016年- 台灣公視人生劇展《托比的最後一個早晨晨》--飾 力琦

### 長篇电影
- 2020年 – 杏林醫院